# Санкт-Йохан (Майен)
Санкт-Йохан (нем. Sankt Johann) — община в Германии, в земле Рейнланд-Пфальц.
Входит в состав района Майен-Кобленц. Подчиняется управлению Фордерайфель. Население составляет 947 человек (на 31 декабря 2010 года). Занимает площадь 4,31 км².